# Kanton Seclin-Nord
Seclin-Nord (Nederlands: Sikelijn-Noord) is een voormalig kanton van het Franse Noorderdepartement. Het kanton maakte deel uit van het arrondissement Rijsel. In 2015 is dit kanton opgegaan in de nieuw gevormde kantons Faches-Thumesnil en Templeuve.

## Gemeenten
Het kanton Seclin-Nord omvatte de volgende gemeenten:
- Houplin-Ancoisne
- Lesquin
- Noyelles-lès-Seclin
- Seclin (deels, hoofdplaats)
- Templemars
- Vendeville
- Wattignies